# Marteau-pilon du Creusot
Le marteau-pilon du Creusot est un marteau-pilon doté d'un marteau de 100 tonnes, construit en 1875 et mis en service en 1877 par Schneider et Cie au Creusot. Il a été le plus puissant du monde jusqu'en 1891, lorsque celui de la Bethlehem Steel aux États-Unis, construit sous licence et d'une conception presque identique, le détrône avec un marteau de 125 tonnes. 
Ce marteau-pilon a été conservé et est devenu un symbole de la ville du Creusot, où il est exposé à l'entrée sud de la ville. Il reste de nos jours un des derniers marteau-pilon existants, et est classé depuis 1981 Historic Mechanical Engineering Landmark (en) par l’American Society of Mechanical Engineers. Il est inscrit aux monuments historiques le 16 mai 2023, puis classé monument historique en septembre 2024,.

## Histoire
De 1861 et jusqu'en 1877, date de la mise en service du marteau-pilon du Creusot, le marteau-pilon « Fritz » des usines Krupp d’Essen, était, avec ses 50 tonnes de loin le plus puissant du monde. Doté d'un marteau de 100 tonnes il bat ce record et pour célébrer cet événement, une réplique en bois, grandeur nature, fut érigée, accueillant les visiteurs au Pavillon Schneider de l’Exposition universelle de 1878 à Paris
Le premier coup de pilon est donné le 23 septembre 1877. Lorsqu'il était en action, on entendait le choc sur la pièce à dix kilomètres à la ronde. Il est alors le plus puissant du monde et symbolise longtemps la suprématie de l'industrie creusotine. L'utilisation de marteaux-pilons géants est alors imitée par les grandes forges comme celles de Saint-Chamond, Terni et Bethlehem Steel.
Le marteau-pilon du Creusot reste le plus gros du monde jusqu’à l'achat des droits de patente de Schneider et Cie par la Bethlehem Steel, qui, en 1891, construit un marteau-pilon au plan presque identique mais d’une capacité de frappe de 125 tonnes. Le marteau-pilon de Bethlehem est démoli en 1902 alors que celui du Creusot reste en service jusqu’en 1930. 
Le marteau-pilon est aujourd'hui l'emblème de la ville du Creusot. Il est démonté en 1930, et remonté en 1969 à l'entrée sud de la ville, place du 8 mai 1945. Il reste l’un de ces derniers grands marteaux-pilons à vapeur exposés publiquement dans le monde. Il y en a un autre, d'origine anglaise, dans le parc de Sandviken en Suède, datant de 1860 et le Nasmyth, dans la Smithsonian Institution de Washington, D.C. mais celui du Creusot est le plus grand de tous ces survivants. 
Le 16 septembre 1981, il est reconnu comme un Historic Mechanical Engineering Landmark (en) (« jalon historique de l'ingénierie mécanique » en français) par l’American Society of Mechanical Engineers.

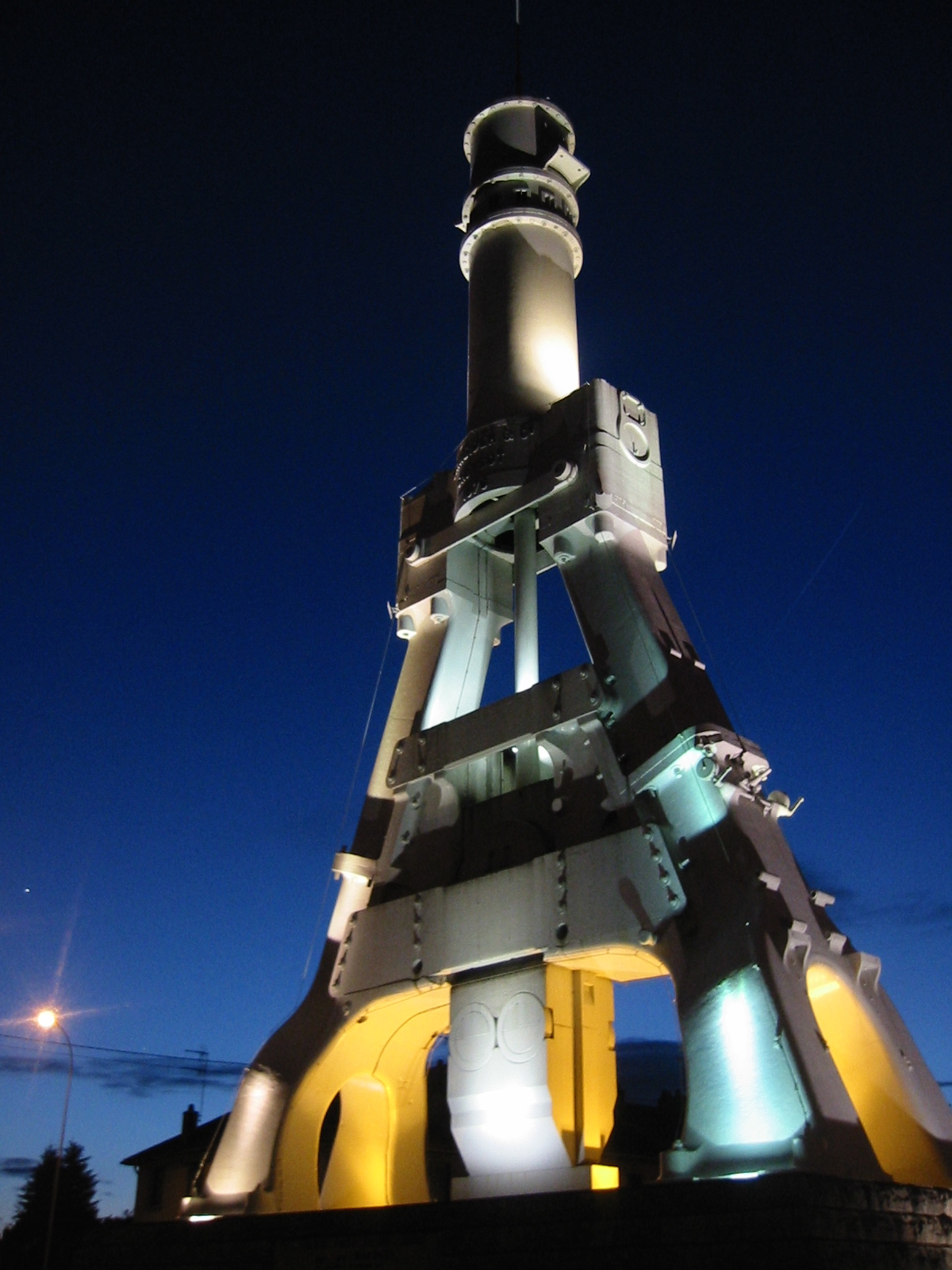
Le marteau-pilon illuminé en 2002.
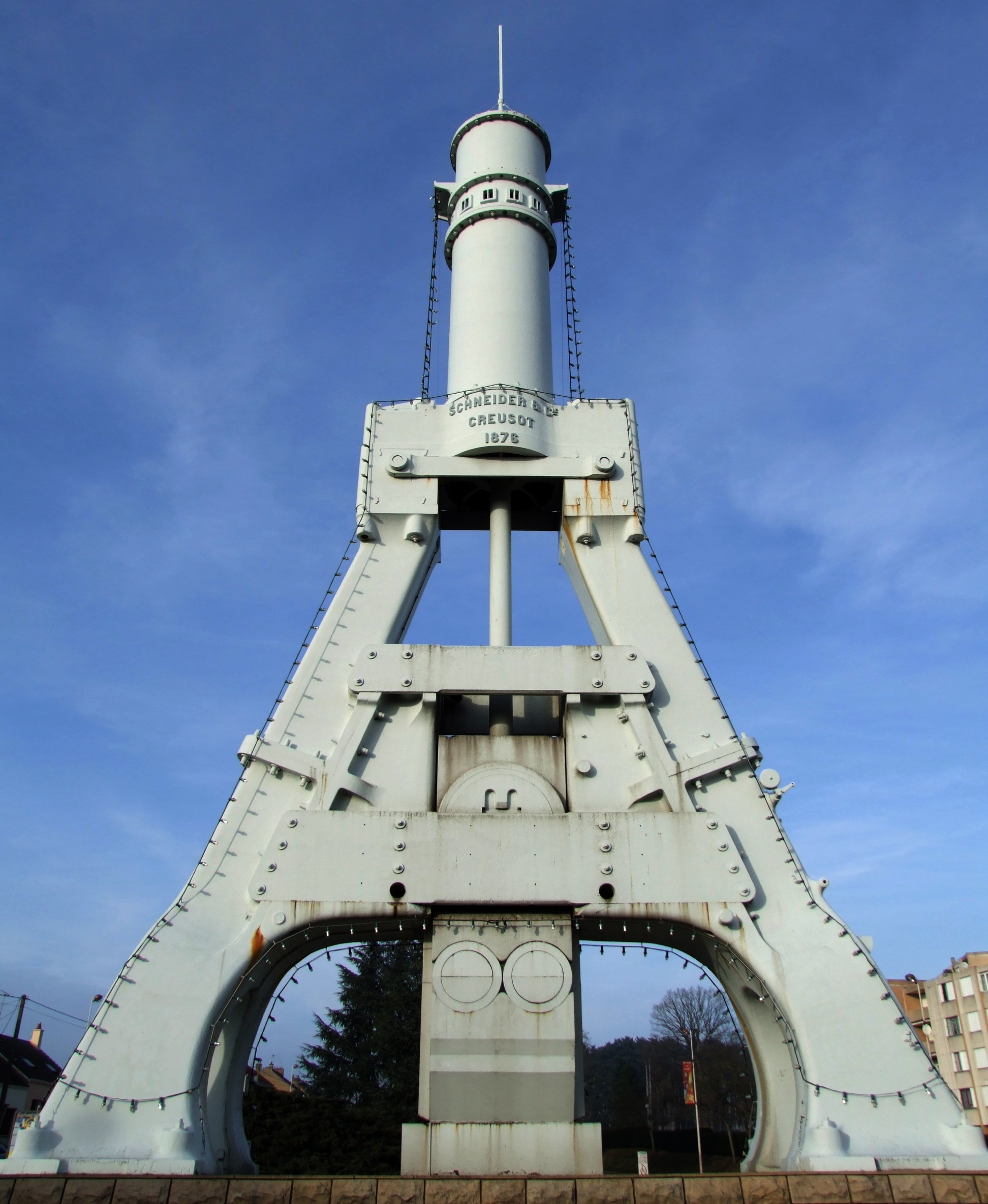
Le marteau-pilon en 2007.
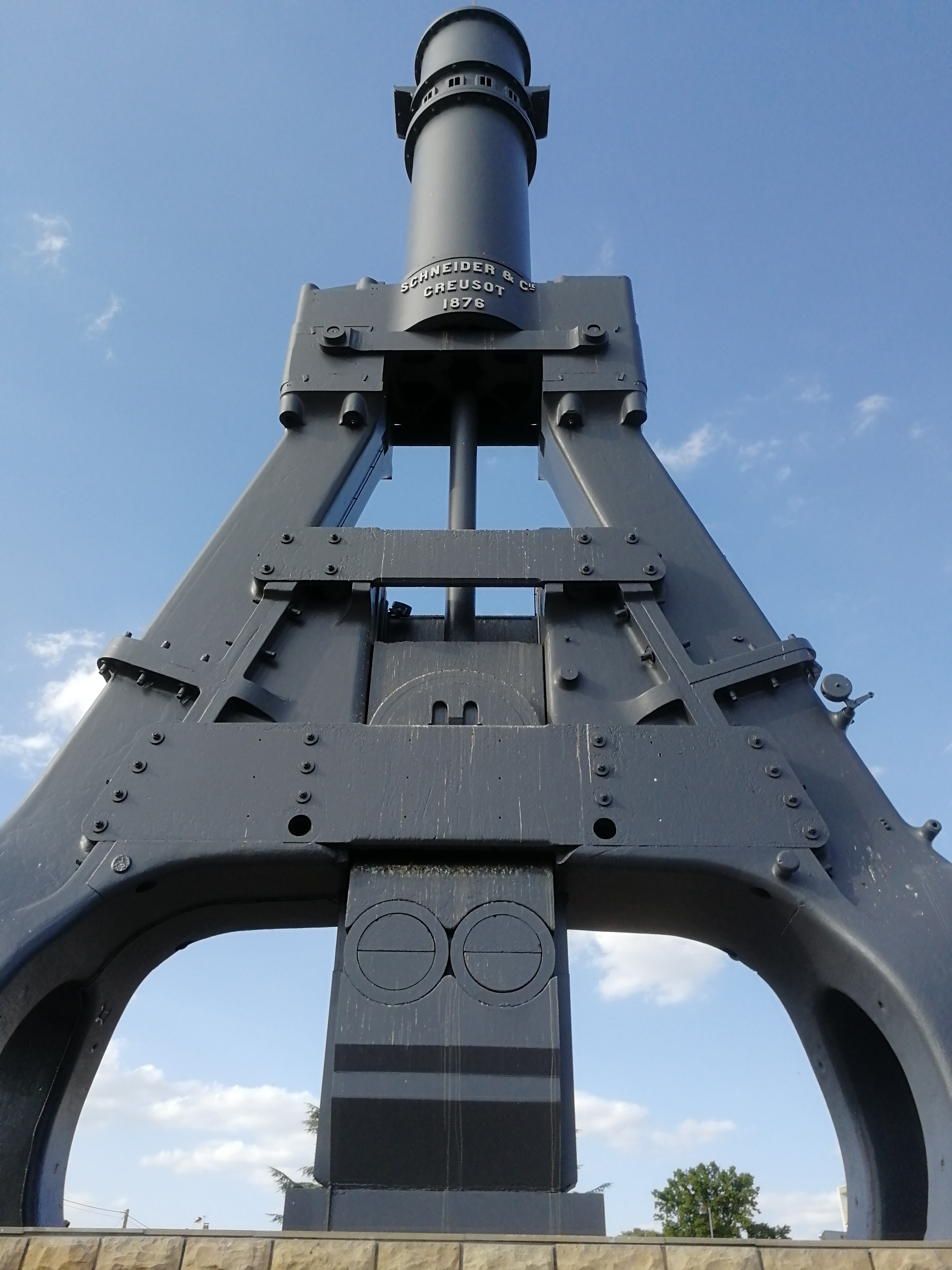
Le marteau-pilon en 2019.
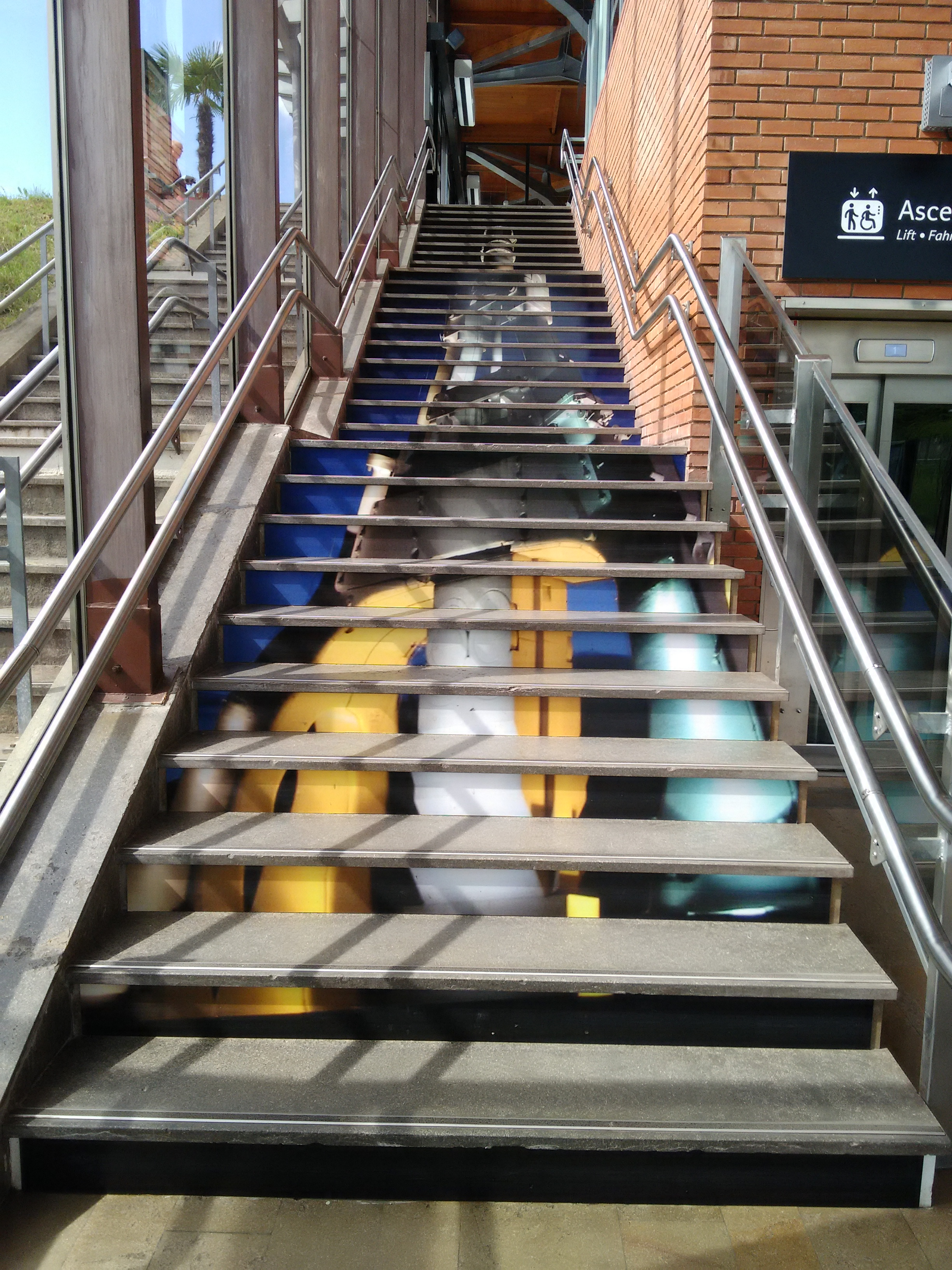
Le marteau-pilon en perspective dans l'escalier de la gare TGV du Creusot

## Description

### Installation
À l'origine, le marteau-pilon est placé au centre d’un atelier dédié. Quatre potences (grues) en col de cygne, mues à la vapeur, le desservent. Quatre hauts fourneaux et six convertisseurs Bessemer alimentent le marteau-pilon en acier, via une voie ferrée traversant tout le site. Les lingots de fer ou d’acier qu'il forge peuvent peser plus de 120 tonnes. 

### Caractéristiques

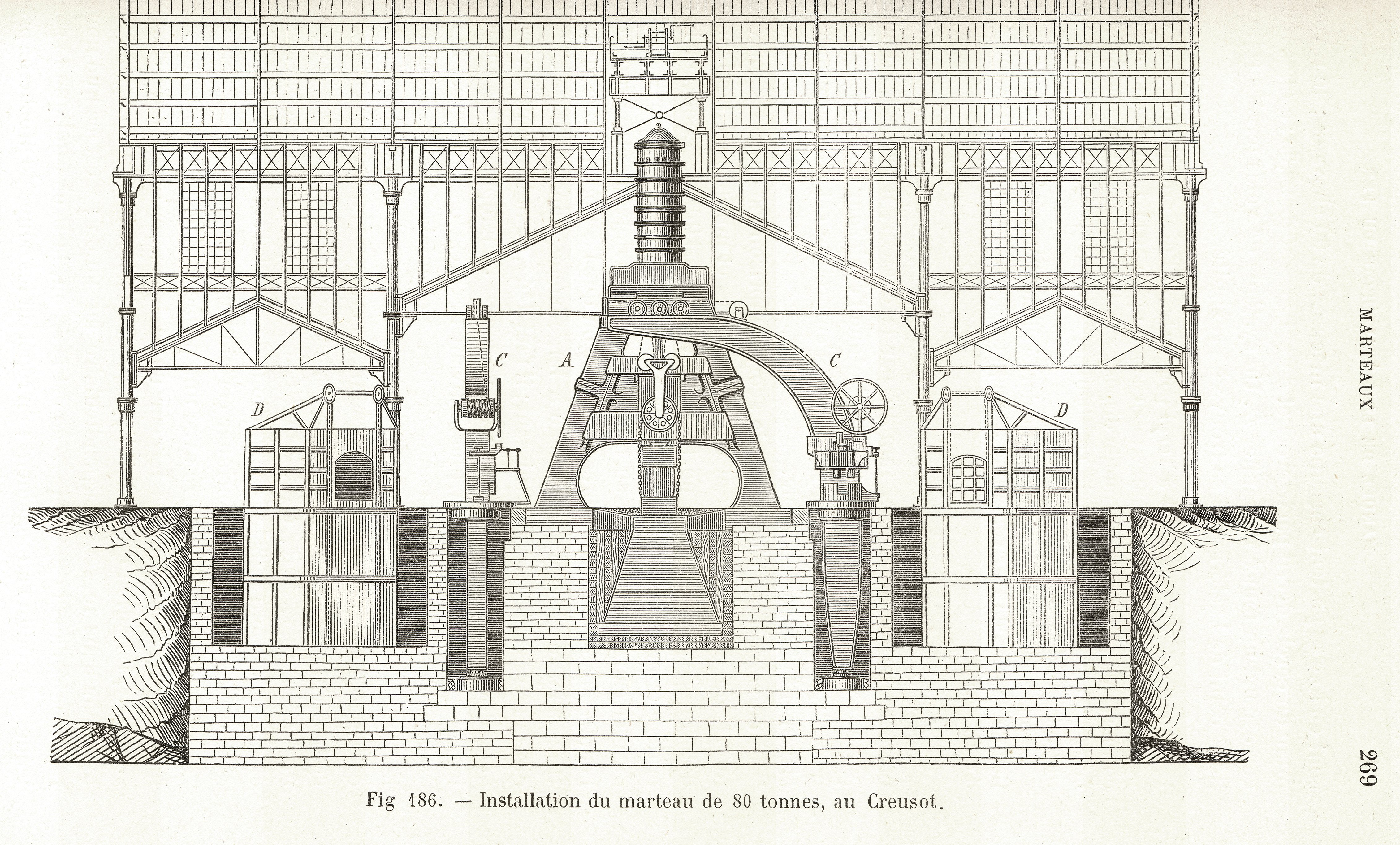
Plan en élévation du marteau-pilon et de ses fondations, par Adolf Ledebur en 1895.

Le marteau-pilon lui-même se compose de 4 parties : les fondations, comprenant l’enclume ; le châssis surmonté de son entablement ; le vérin à vapeur avec les distributeurs et la tringlerie de commande ; et enfin la masse active, constituée du piston, de la bielle, de la tête du marteau et de la matrice :
- les fondations consistent en une solide maçonnerie, prenant appui sur la roche, à 11 mètres sous le niveau du sol. Au-dessus, se trouve une assise en bois de chêne épaisse d’un mètre qui supporte les 750 tonnes de l’enclume. Celle-ci consiste en six couches de fonte ;
- le châssis est fait de piliers de fonderie de section rectangulaire, boulonnés à des plaques initialement ancrées dans la maçonnerie. Les piliers, de 10,25 mètres de haut, convergent vers un ensemble de plaques de fer forgé. Sur l’un des piliers prend place la vigie, ou plateforme d’opération du marteau-pilon. L’entablement de 30 tonnes, en haut des piliers, constitue avec les plaques un cadre rigide en A qui servait à la fois de guide pour la tête du marteau et d’amortisseur pour les coups ;
- le vérin à vapeur, en fait un assemblage de deux vérins, fait 6 mètres de haut pour un diamètre intérieur de 1,9 mètre. La vapeur, à une pression d’environ 5 kg/cm2, est gérée par deux distributeurs indépendants. La vapeur arrive sous les pistons, de façon à les faire monter, les mouvements descendants du marteau-pilon n’étant ainsi dus qu'à la gravité ;
- la course maximum du piston est de 5 mètres. Sa bielle, une remarquable pièce d’acier forgée, mesure 35 cm de diamètre. La tête du marteau-pilon, ou bélier, peut accueillir une des différentes matrices interchangeables. Le poids de la matrice supérieure influence le poids, qui varie ainsi de 75  à   100 tonnes.

Résumé des caractéristiques techniques principales du marteau-pilon :
- Diamètre du cylindre : 1,91 m
- Course du marteau : 5 m
- Poids de la masse active : 100,53 tonnes
- Hauteur totale : 21 m
- Poids du pilon : 550 tonnes
- Profondeur de la fondation : 8,50 m
- Poids de la chabotte (support de l'enclume) : 750 tonnes
- Poids total de l'appareil : 1 300 tonnes
- Poids de frappe : 500 tonnes

En multipliant le poids maximum de la masse par la longueur de sa course, on obtient une frappe réelle de 502 650 kilogrammètres, soit 4,93 MJ.

## Importance technique et culturelle
Un écrivain visitant Schneider et Cie en 1878, lors des démonstrations visant à démontrer la sensibilité du marteau-pilon, observe que « cette formidable masse est à même de boucher une bouteille sans rien casser, elle peut aussi ouvrir une noix sans en abimer les cerneaux. » Capable d'exploits semblables, comme d’ouvrir une coquille d‘œuf dans un verre de vin, de percer un trou dans le verre d’une montre de poche, ou d’enfoncer doucement des clous dans du bois, l'outil impressionne ses contemporains en combinant la puissance et la précision.
Mais au début du XXe siècle, les marteaux-pilons géants deviennent obsolètes. En effet, les presses hydrauliques et mécaniques s'avèrent plus efficaces car elles permettent d'appliquer la force lentement et avec la même intensité tout au long du coup. Cela donne à la partie interne de la surface forgée une structure uniforme, pas toujours possible à obtenir avec un marteau-pilon car, son action portant sur la surface externe, il lui arrive d’occasionner des défauts rédhibitoires à l'intérieur des grandes pièces. Ainsi, le marteau-pilon de Bethlehem Steel de 125 tonnes a été démoli en 1902 alors que celui du Creusot est resté en service jusqu’en 1930.